# L'ultimo sapore dell'aria
L'ultimo sapore dell'aria è un film del 1978 diretto da Ruggero Deodato.

## Trama
Roma. Diego Micheli è un ragazzo incompreso dalla sua famiglia, che lo trascura preferendogli i fratellastri, e dalla scuola che frequenta. Decide così di andarsene di casa e trova lavoro in un centro sportivo con piscina. Vedendo i suoi coetanei allenarsi al nuoto, si risveglia in lui la passione per questo sport, che lo spinge ad allenarsi di notte e di nascosto dei suoi datori di lavoro. Viene così notato da Marco, un allenatore sportivo che lo invita ad abitare presso di lui. Qui Diego incontra la sorella minore di Marco, Claudia, e se ne innamora. Marco lo spingerà a seguire seriamente la carriera di nuotatore sportivo e ad allenarsi. Diego però, subito dopo avere vinto il titolo nazionale, manifesta degli improvvisi malori. Un successivo accertamento effettuato mediante TAC rivela che ha un tumore al cervello, incurabile, che gli lascia pochi mesi di vita. Diego non demorde e con costanza e determinazione, sostenuto da Marco e da Claudia, riesce a partecipare ai campionati europei di categoria dove, agonizzante per un male giunto ormai all'ultimo stadio, riesce solo al primo passaggio a stabilire il record di 400 metri stile libero. Diego arriva ultimo e sarà la sua ultima gara: muore infatti al termine della competizione.

## Curiosità
- La canzone è Feelings, versione in inglese di Pour toi (testo: Albert Simonin e Marie-Hélène Bourquin – musica: Loulou Gasté), cantata da Morris Albert che ne ha fatto l'adattamento.
- Nella parte di sé stesso appare in un cameo Roberto Pangaro, campione italiano di stile libero negli anni Settanta.

## Distribuzione
È uscito nelle sale cinematografiche italiane il 24 febbraio 1978.